# Denaturált szesz

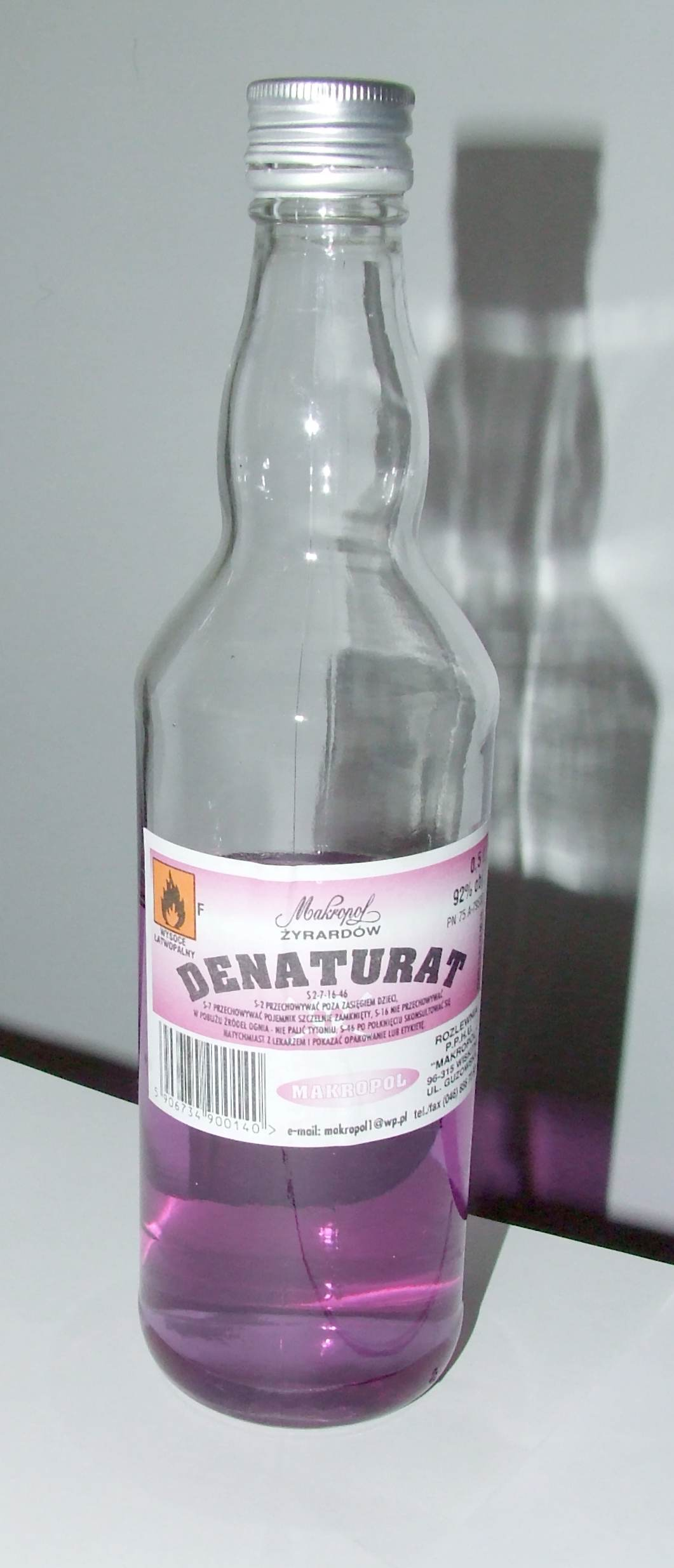
Egy üvegnyi denaturált szesz Lengyelországból.

A denaturált szesz olyan etil-alkohol, melyhez olyan – gyakran mérgező – adalékokat kevernek, hogy emberi fogyasztásra alkalmatlanná váljon, de eredeti céljára felhasználható maradjon. Az eljárás oka, hogy a tiszta etanolt a legtöbb országban súlyosan megadóztatják, mint alkoholos italt. Időnként befestik, hogy a tiszta etanollal ne lehessen összetéveszteni.
A denaturált szeszt főleg oldószerként használják, vagy szeszlámpák, kerti sütők üzemanyagaként. Ipari felhasználása igen széles körű, ezért adalékok és módszerek százait használják denaturálásra. Általában 10%-nyi metanolt kevernek hozzá, de előfordul izopropanol, aceton, metil-etil-keton, metil-izobutil-keton és denatónium benzoát is.
Az alkohol denaturálása nem változtat a folyadék kémiai összetételén, de a hozzákevert anyagok ihatatlanná teszik. (A denaturáció itt a fogyaszthatatlanságra utal, nincs köze a biokémiai denaturációhoz.)
Az adalékokat úgy választják ki, hogy a szeszt ne lehessen lepárlással, vagy egyéb egyszerű módszerrel ismét ihatóvá tenni. A metanol az etanoléhoz közeli forráspontja miatt kedvelt e célra, és mert kis mennyiségben is mérgező. A denaturált szeszt több országban is kékre vagy lilára kell színezni.
A denaturált szesz adómentessége a 18. század közepéről származik.

## Fogyasztása és hatásai
Annak ellenére, hogy mérgező, olykor – alacsony ára miatt – alkoholos italok helyett fogyasztják – ami könnyen vakságot vagy halált okozhat, ha a szesz metanolt is tartalmaz. Ennek megelőzése érdekében sokszor denatónium benzoátot adnak hozzá, melynek íze különlegesen keserű, vagy piridint, ami kellemetlen szagot kölcsönöz a szesznek. Előfordul hánytatók bekeverése is, például az ipekakuána gyökereiből készült szirupé. Lengyelországban és más európai országokban a denaturált szesz nem tartalmaz metanolt vagy más, súlyosan mérgező anyagot, csak keserű ízt (például acetilszalicilsav) és rossz szagot okozó anyagokat.
Magyarországon a teljes denaturáláshoz metil-etil-keton, metil-izobutil-keton, izopropil-alkohol és terc-butanol különböző keverékeit alkalmazzák, melyekhez minden esetben denatónium benzoátot kell keverni. A szesz befestése nem kötelező.

## Felhasználása
A denaturált szesz felhasználása széles körű:
- Kempingsütők tüzelőanyagaként. Olcsó, vízzel oltható és nem igényel különleges edényt. Veszélye, hogy lángja majdnem láthatatlan. Zselésített, szárított formában a saját csomagolásában égethető el (például Sterno Canned Heat).
- A csiszolás utáni por lemosására, ugyanis a vízzel ellentétben nem duzzasztja meg a faforgácsot.[3]
- Viaszos pajzstetvek irtására.[4]
- Tinta eltávolítására kárpitról vagy ruházatból.
- Háztartási oldószerként
- A bőr fertőtlenítésére injekció beadása, vagy kisebb sebészi beavatkozás előtt
- Sellak és sellak alapú termékek hígítására
- Szájon át, vagy külsőleg alkalmazott gyógyszerek hordozóanyagaként[5]
- Állati és növényi maradványok tartósítására a drágább, tiszta etanol helyett
- A metanolnál kevésbé mérgező alternatívaként biodízel gyártásakor. Az így készült biodízel megnevezése zsírsav-etilészter, míg metanollal készítve zsírsav-metilészter.[6]
- Fertőtlenítőként bőrgomba eltávolításakor és herpesz kezelésekor
- Kerozinkályhák és -lámpák kanócának kezelésére. Eltávolítja a szennyeződéseket és helyreállítja a kanóc hajszálcsövességét. Körülbelül minden 4 liter kerozinhoz kevernek egy teáskanál denaturált szeszt.[7]
- Üzemanyagként, régebbi játék-gőzmozdonyokhoz
- Ablakmosóként
- Mozdonyok levegőrendszerének, elfagyás elleni védelmére

## Fordítás
- Ez a szócikk részben vagy egészben a Denatured alcohol című angol Wikipédia-szócikk fordításán alapul.  Az eredeti cikk szerkesztőit annak laptörténete sorolja fel. Ez a jelzés csupán a megfogalmazás eredetét és a szerzői jogokat jelzi, nem szolgál a cikkben szereplő információk forrásmegjelöléseként.